# Constance Trotti
Constance Anne Louise Trotti, markisinna Arconati-Visconti, född 21 juli 1800 i Wien, död 18 maj 1871 i Wien, var en salongsvärd och mecenat verksam i Bryssel.
Född som dotter till en hovfunktionär i Wien gifte hon sig 1818 med sin kusin Giuseppe Trotti och flyttade 1821 till Bryssel, där hon etablerade en salong som blev ett centrum för stadens societet. Hennes salong var en mötesplats för fransmän i exil och räknade Arrivabene och Edgar Quinet bland sina gäster. Hon var också en välkänd konstmecenat.